# Merianthera burlemarxii
Merianthera burlemarxii é uma espécie de planta do gênero Merianthera e da família Melastomataceae.

## Taxonomia
A espécie foi descrita em 1984 por John Julius Wurdack.

## Forma de vida
É uma espécie terrícola e arbustiva.

## Descrição
| Caule              | Caule                            |
| ------------------ | -------------------------------- |
| caule              | oco                              |
| Folha              |                                  |
| superfície abaxial | com indumento esparso a mediano  |
| Inflorescência     |                                  |
| flor               | isolada                          |
| com                | até 5 flor                       |
| Flor               |                                  |
| hipanto            | costado e liso                   |
| cálice             | lobo regular                     |
| estilete           | glabro/puberulento ou glanduloso |

## Conservação
A espécie faz parte da Lista Vermelha das espécies ameaçadas do estado do Espírito Santo, no sudeste do Brasil. A lista foi publicada em 13 de junho de 2005 por intermédio do decreto estadual nº 1.499-R.

## Distribuição
A espécie é encontrada no estado brasileiro de Espírito Santo.
Em termos ecológicos, é encontrada no domínio fitogeográfico de Mata Atlântica, em regiões com vegetação de vegetação sobre afloramentos rochosos.